# سبک رترو
سبک رترو (انگلیسی: Retro style) “رترو” یا “بازسازی” سبکی است که از شیوه‌های زندگی، روندها، فرم‌های هنری و … گذشته الهام گرفته شده یا به صورت آگاهانه از آن‌ها الگوبرداری شده است. این سبک در فرهنگ عامه برای دو دهه ای که 20-30 سال پیش آغاز شده‌اند، به نام “چرخه یادآوری” شناخته می‌شود.

## انواع مختلف

### سبک رترو در خودرو
سبک رترو در خودروها امروزه بسیار گسترش یافته‌است. در این سبک، طراحی بیرونی خودروهای مدرن را بر اساس خودروهای قدیمی، به عنوان مثال خودروهای دهه ۶۰ و ۷۰ میلادی انجام می‌دهند و به عبارتی مدرنیته را با سبک سنتی تلفیق می‌کنند. هدف از این سبک، ایجاد حس نوستالژی بودن در خریداران است.

### سبک رترو در طراحی پوشاک
در دهه‌های ۲۰۰۰ و ۲۰۱۰، احیای رنگ‌های پاستل و نئون وجود داشت، که به صورت کلیشه ای با مد دهه ۱۹۸۰ و اوایل دهه ۱۹۹۰ مرتبط بود (با احیای پاستل دهه ۱۹۸۰ در واقع تولدی دوباره در روند دهه ۱۹۵۰ بود). همچنین در آن زمان، شلوارهای جین مادر با کمر بلند اواخر دهه ۱۹۸۰ با هیپسترهای زن بازگشت. در دهه‌های ۲۰۱۰ و ۲۰۲۰، مد دهه ۱۹۹۰ دوباره بازگشت: بسیاری از پارچه‌ها و الگوهای همه جا در آن دهه (مانند مخمل خرد شده و گلدار) در حال حاضر محبوب هستند و دکتر مارتنز، مارک کفش محبوب در دهه ۱۹۹۰، نیز ساخته شده‌است. یک بازگشت قوی در اوایل دهه ۲۰۱۰، زیرا ۲۰۱۱–۲۰۱۲ پرفروش‌ترین فصل تمام دوران شرکت بریتانیایی بود.

### دکوراسیون داخلی به سبک رترو
دکوراسیون داخلی به سبک رترو نمایانگر زیبایی و اصالتی است که از ایام گذشته الهام گرفته و همچنان در دنیای امروز حضور دارد. این سبک دکوراسیون داخلی، با الهام از دهه‌های گذشته، یک هنر است که با جلب نوستالژی و زیبایی، فضاها را به دنیایی از یادگاری و شگفتی تبدیل می‌کند. فاکتورهای مانند رنگ‌های جذاب و شاد، الگوهای متنوع، استفاده از قطعات مبلمان و تزئینات با طراحی‌های گذشته از وصف استایل رترو بهره می‌برند. رترو با احترام به زیبایی‌های دوران‌های گذشته روی می‌آورد و آن‌ها را با لمس‌های مدرن تلفیق می‌کند تا یک هماهنگی جذاب و جذابیت‌بخش ایجاد کند.

### سبک رترو در معماری
مجلات طراحی داخلی اغلب سبک یکپارچه‌سازی با سیستم عامل را به عنوان دکوراسیون داخلی سبک‌ها و اشیاء ترکیبی از گذشته، دست دوم و جدید نشان می‌دهند. به عنوان مثال، کاغذ دیواری‌های طرح دار دهه ۱۹۷۰، همراه با مبلمان دست دوم همچنین از دهه ۱۹۷۰، ۱۹۶۰ یا ۱۹۵۰. ارزش آثار قدیمی افزایش یافته‌است، زیرا قبلاً اشیاء قدیمی و هر روز در نظر گرفته می‌شدند. در این مورد «یکپارچه‌سازی با سیستم عامل» یک مقدار را نشان می‌دهد، همچنین تا حدی دلیل این است که خرده فروشان امروزی اشیاء جدید را به سبک قدیمی تولید می‌کنند.